# Svein Maalen
Svein Maalen (25 febbraio 1978) è un allenatore di calcio norvegese.

## Carriera

### Allenatore
Dopo essere stato parte dello staff tecnico del Rosenborg, Maalen è diventato allenatore della sezione femminile del Kattem a partire dal 19 gennaio 2011, compagine militante nella Toppserien. In due stagioni in squadra, ha condotto il Kattem al 9º posto nel campionato 2011 ed all'11º in quello successivo. A dicembre 2012, Maalen ha comunicato al Kattem la decisione di lasciare il club per diventare assistente allenatore al Ranheim, nella 1. divisjon maschile.
Il 27 maggio 2015, quando l'allenatore del Ranheim Trond Nordsteien è stato esonerato dalla guida della squadra, Maalen è stato chiamato per sostituirlo, in attesa di una scelta definitiva sul nuovo tecnico da parte della dirigenza del club. L'8 giugno successivo, Ola By Rise è stato scelto come nuovo allenatore. Maalen ha così guidato il Ranheim in due partite: nel pareggio esterno per 2-2 sul campo dell'Hønefoss del 31 maggio e nella vittoria interna per 4-1 sull'Hødd del 7 giugno.
Il 28 ottobre 2015, il Ranheim ha ufficializzato l'avvicendamento in panchina tra By Rise e Maalen, con quest'ultimo che sarebbe diventato definitivamente il nuovo allenatore della squadra a partire dal 1º gennaio 2016 e per i successivi tre anni.
Il 22 giugno 2021, Maalen ed il Ranheim hanno concordato di interrompere il proprio rapporto lavorativo.
A seguito dell'esonero di Kjetil Rekdal, Maalen è stato nominato allenatore del Rosenborg ad interim: si sarebbe avvalso della collaborazione di Trond Henriksen come assistente.